# بارب تاربوكس
بارب تاربوكس (بالإنجليزية: Barb Tarbox)‏‏ (10 أبريل 1961 في إدمونتون - 18 مايو 2003 في إدمونتون) ناشِطة من كندا.